# パームデザート (カリフォルニア州)
パームデザート（Palm Desert）は、アメリカ合衆国カリフォルニア州のリバーサイド郡にある都市。人口は5万1163人（2020年）。コーアチェラ・バレー内に位置し、パームスプリングスからは東に23キロメートル、ロサンゼルスからは東に196キロメートル離れている。市は、1980年代から1990年代にかけてカリフォルニア州内で最も成長著しかった都市の1つで、1990年から2000年にかけては人口が2倍近くに増加した。
市はコーアチェラ・バレーにおける成長の中心である。冬には「スノーバード」と呼ばれる人々が、アメリカの北部、東部、カナダなどの寒い地域からやって来て、冬季の人口を3万人ほど増加させる。ここ数年、沿岸部やカリフォルニアの都市部から来た移住者がフルタイムの労働者になっている。

## 歴史
この地域は、当初オールドマクドナルド・ランチとして知られていたが、1920年代にナツメヤシが植えられたことから、パーム・ビレッジという名前に変わった。
陸軍がこの地域で基地を作ったことに関連し、1943年に最初の住宅開発が始まった。基地があった場所は、後に「エル・パセオ」というロサンゼルスのロデオドライブに似た高級ショッピングモールとして開発された。1948年、パームデザート社が不動産開発を始め、1951年に現在の名前となった。
リタ・ラドナーなど多くのセレブがパームデザートに家を構えている。近年ではプロゴルファーのミシェル・ウィーや、ビル・ゲイツの別荘もある。市が1973年11月26日に法人化されたとき、定住人口は1,500人にすぎなかった。当時のパームデザートは、パームスプリングスからインディオにかけて、砂漠に広がった計画都市の中にあった。

## 地理
アメリカ合衆国国勢調査局によると、市域全面積は27.0平方マイル (70 km2)で、そのうち陸地は26.8平方マイル (69 km2)、水域は0.2平方マイル (0.52 km2)である。
市の標高は、かつて砂丘に覆われていた市の北半分から南に向かって緩やかに高くなっている。市役所の標高は68メートルである。市はコーアチェラ・バレーに位置しており、北部から西部にはソノラ砂漠が広がっている。
サンシティ・パームデザートはパームデザートから州間高速道路10号線を挟んで北側にある、法人化されていないコミュニティで、市の一部ではない。1991年から1996年まではサンシティ・パームスプリングスという名前だった。

### 気候
コーアチェラ・バレーの気候は周辺の地形に大きく影響を受けている。三方を高い山に囲まれ、南側に傾斜している谷の地形は、年間を通じて温暖な気候の一因となっている。
夏の最高気温は42°Cは普通で、時折49°Cに到達する。夜には28°Cほどに下がる。冬でも暖かく、日中の気温は23°Cから29°Cほどである。年間降水量の平均は130mm以下で、晴天日数は1年で348日を超える。年間の最高気温の平均は32°C、最低気温の平均は17°Cで、アメリカで最も暖かい場所の1つである。
これまでに記録した中で最も高い気温は、1905年7月6日の52°Cである。パームデザート南側の山麓は斜面温暖帯を形成し、冬の夜間の気温はかなり高くなる。カリフォルニア大学はこの斜面温暖帯に観測所を設置している。
| パームデザート（標高3ｍ）の気候 | パームデザート（標高3ｍ）の気候 | パームデザート（標高3ｍ）の気候 | パームデザート（標高3ｍ）の気候 | パームデザート（標高3ｍ）の気候 | パームデザート（標高3ｍ）の気候 | パームデザート（標高3ｍ）の気候 | パームデザート（標高3ｍ）の気候 | パームデザート（標高3ｍ）の気候 | パームデザート（標高3ｍ）の気候 | パームデザート（標高3ｍ）の気候 | パームデザート（標高3ｍ）の気候 | パームデザート（標高3ｍ）の気候 | パームデザート（標高3ｍ）の気候 |
| 月                              | 1月                             | 2月                             | 3月                             | 4月                             | 5月                             | 6月                             | 7月                             | 8月                             | 9月                             | 10月                            | 11月                            | 12月                            | 年                              |
| ------------------------------- | ------------------------------- | ------------------------------- | ------------------------------- | ------------------------------- | ------------------------------- | ------------------------------- | ------------------------------- | ------------------------------- | ------------------------------- | ------------------------------- | ------------------------------- | ------------------------------- | ------------------------------- |
| 最高気温記録 °F （°C）          | 97 (36)                         | 100 (38)                        | 103 (39)                        | 109 (43)                        | 117 (47)                        | 123 (51)                        | 125 (52)                        | 121 (49)                        | 122 (50)                        | 115 (46)                        | 101 (38)                        | 93 (34)                         | 125 (52)                        |
| 平均最高気温 °F （°C）          | 71.9 (22.2)                     | 75.3 (24.1)                     | 81.3 (27.4)                     | 87.5 (30.8)                     | 95.7 (35.4)                     | 103.1 (39.5)                    | 107.3 (41.8)                    | 106.6 (41.4)                    | 102.0 (38.9)                    | 91.9 (33.3)                     | 79.6 (26.4)                     | 71.0 (21.7)                     | 89.5 (31.9)                     |
| 日平均気温 °F （°C）            | 58.3 (14.6)                     | 61.6 (16.4)                     | 68.1 (20.1)                     | 74.1 (23.4)                     | 81.7 (27.6)                     | 88.6 (31.4)                     | 93.8 (34.3)                     | 93.4 (34.1)                     | 88.0 (31.1)                     | 77.8 (25.4)                     | 65.7 (18.7)                     | 57.6 (14.2)                     | 75.8 (24.3)                     |
| 平均最低気温 °F （°C）          | 44.6 (7)                        | 48.0 (8.9)                      | 54.8 (12.7)                     | 60.7 (15.9)                     | 67.7 (19.8)                     | 74.2 (23.4)                     | 80.3 (26.8)                     | 80.3 (26.8)                     | 74.0 (23.3)                     | 63.7 (17.6)                     | 51.8 (11)                       | 44.2 (6.8)                      | 62.1 (16.7)                     |
| 最低気温記録 °F （°C）          | 13 (−11)                        | 20 (−7)                         | 25 (−4)                         | 33 (1)                          | 38 (3)                          | 45 (7)                          | 59 (15)                         | 56 (13)                         | 46 (8)                          | 31 (−1)                         | 23 (−5)                         | 19 (−7)                         | 13 (−11)                        |
| 降水量 inch （mm）              | 0.56 (14.2)                     | 0.64 (16.3)                     | 0.43 (10.9)                     | 0.05 (1.3)                      | 0.07 (1.8)                      | 0.01 (0.3)                      | 0.04 (1)                        | 0.54 (13.7)                     | 0.04 (1)                        | 0.26 (6.6)                      | 0.18 (4.6)                      | 0.62 (15.7)                     | 3.44 (87.4)                     |
| 出典：www.ncdc.noaa.gov         |                                 |                                 |                                 |                                 |                                 |                                 |                                 |                                 |                                 |                                 |                                 |                                 |                                 |

| ボイド・ディープ・キャニオン研究所 (1981年～2010年)の気候 | ボイド・ディープ・キャニオン研究所 (1981年～2010年)の気候 | ボイド・ディープ・キャニオン研究所 (1981年～2010年)の気候 | ボイド・ディープ・キャニオン研究所 (1981年～2010年)の気候 | ボイド・ディープ・キャニオン研究所 (1981年～2010年)の気候 | ボイド・ディープ・キャニオン研究所 (1981年～2010年)の気候 | ボイド・ディープ・キャニオン研究所 (1981年～2010年)の気候 | ボイド・ディープ・キャニオン研究所 (1981年～2010年)の気候 | ボイド・ディープ・キャニオン研究所 (1981年～2010年)の気候 | ボイド・ディープ・キャニオン研究所 (1981年～2010年)の気候 | ボイド・ディープ・キャニオン研究所 (1981年～2010年)の気候 | ボイド・ディープ・キャニオン研究所 (1981年～2010年)の気候 | ボイド・ディープ・キャニオン研究所 (1981年～2010年)の気候 | ボイド・ディープ・キャニオン研究所 (1981年～2010年)の気候 |
| 月                                                        | 1月                                                       | 2月                                                       | 3月                                                       | 4月                                                       | 5月                                                       | 6月                                                       | 7月                                                       | 8月                                                       | 9月                                                       | 10月                                                      | 11月                                                      | 12月                                                      | 年                                                        |
| --------------------------------------------------------- | --------------------------------------------------------- | --------------------------------------------------------- | --------------------------------------------------------- | --------------------------------------------------------- | --------------------------------------------------------- | --------------------------------------------------------- | --------------------------------------------------------- | --------------------------------------------------------- | --------------------------------------------------------- | --------------------------------------------------------- | --------------------------------------------------------- | --------------------------------------------------------- | --------------------------------------------------------- |
| 平均最高気温 °F （°C）                                    | 69.6 (20.9)                                               | 72.0 (22.2)                                               | 77.5 (25.3)                                               | 84.6 (29.2)                                               | 92.5 (33.6)                                               | 100.8 (38.2)                                              | 104.4 (40.2)                                              | 104.0 (40)                                                | 99.1 (37.3)                                               | 88.7 (31.5)                                               | 77.0 (25)                                                 | 68.5 (20.3)                                               | 86.6 (30.3)                                               |
| 平均最低気温 °F （°C）                                    | 51.1 (10.6)                                               | 53.1 (11.7)                                               | 56.1 (13.4)                                               | 60.6 (15.9)                                               | 66.2 (19)                                                 | 73.0 (22.8)                                               | 78.6 (25.9)                                               | 79.5 (26.4)                                               | 75.9 (24.4)                                               | 68.0 (20)                                                 | 57.9 (14.4)                                               | 50.2 (10.1)                                               | 64.2 (17.9)                                               |
| 降水量 inch （mm）                                        | 0.86 (21.8)                                               | 0.86 (21.8)                                               | 0.56 (14.2)                                               | 0.16 (4.1)                                                | 0.07 (1.8)                                                | 0.02 (0.5)                                                | 0.44 (11.2)                                               | 0.59 (15)                                                 | 0.53 (13.5)                                               | 0.24 (6.1)                                                | 0.44 (11.2)                                               | 0.69 (17.5)                                               | 5.52 (140.2)                                              |
| 出典：deepcanyon.ucnrs.org                                |                                                           |                                                           |                                                           |                                                           |                                                           |                                                           |                                                           |                                                           |                                                           |                                                           |                                                           |                                                           |                                                           |

## 人口動態
以下は2010年国勢調査による人口統計データである。
| 基礎データ - 人口: 48,445人 - 世帯数: 23,117 世帯 - 家族数: 13,241 家族 - 人口密度: 692.4人/km2（1,793.3人/mi2） - 住宅数: 37,073 軒 - 住宅密度: 529.9軒/km2（1,372.4 軒/mi2） - 住宅 - 持家: 65.6% - 賃貸: 34.4% - 住人 - 持家: 63.3% - 賃貸: 36.1% - 空家率 - 持家: 5.0% - 賃貸: 16.8% - 集団生活者: 98人（0.2%） - 施設収容者: 210人（0.4%） 人種別人口構成 - 白人: 82.5%（ヒスパニックを除くと70.4%） - アフリカン・アメリカン: 1.8% - ネイティブ・アメリカン: 0.5% - アジア人: 3.4% - 太平洋諸島系: 0.1% - その他の人種:9.1% - 混血: 2.5% - ヒスパニック・ラテン系: 22.8% | 年齢別人口構成 - 18歳未満: 15.6% - 18-24歳: 6.9% - 25-44歳: 18.0% - 45-64歳: 26.7% - 65歳以上: 32.9% - 年齢の中央値: 53.0歳 - 性比（女性100人あたり男性の人口） - 総人口: 88.7 - 18歳以上: 86.4 世帯と家族（対世帯数） - 18歳未満の子供がいる: 18.4% - 結婚・同居している夫婦: 44.4% - 未婚・離婚・死別女性が世帯主: 9.4% - 未婚・離婚・死別男性が世帯主: 3.5% - 未婚の異性のカップル: 5.3% - 同性のカップル: 1.6% - 単身世帯: 34.4% - 65歳以上の老人1人暮らし: 18.9% - 平均構成人数 - 世帯: 2.08人 - 家族: 2.65人 収入と家計 - 収入の中央値 - 世帯: 53,456 米ドル - 貧困線以下: 9.2% |

## 経済
市の包括的年間財務報告書2010年版によれば、市内の大きな雇用者トップ10は以下の通りである。
| 順位 | 雇用主                                            | 雇用者数 |
| ---- | ------------------------------------------------- | -------- |
| 1    | JWマリオット デザートスプリングス・ゴルフリゾート | 2,000    |
| 2    | ユニバーサル・プロテクション・サービス            | 1,500    |
| 3    | ガシー・レンカー                                  | 825      |
| 4    | セキュリタス                                      | 700      |
| 5    | Desert Arc                                        | 400      |
| 6    | ウォルマート                                      | 350      |
| 7    | マリオット・デザートスプリングス・ヴィラ          | 304      |
| 8    | メイシーズ                                        | 301      |
| 9    | トスカーナ・カントリー・クラブ                    | 300      |
| 10   | ビッグホーン・ゴルフクラブ                        | 250      |

### ショッピング
1980年代から1990年代の急速な成長により、パームデザートはコーアチェラ・バレーにおいて主要なショッピングスポットとなり、また経済活動の中心地となった。1983年にオープンしたウェストフィールド・パームデザートの開発の後、市はショッピングの場として発展した。この発展に続き、ワンイレブン・タウン・センター、タウンセンタープラザ、デザート・クロッシングなどの商業施設が開業した。
エルパセオ・ドライブは市のダウンタウンにある商店街である。通りの周辺は高級な商業地区として発展し、150以上のブティック、アートギャラリー、レストランがある。エルパセオは、パームスプリングスに至る幹線道路であるカリフォルニア州道111号線に並行している。
パームデザートの住人は自然景観や彫刻作品によって、砂漠の環境を守ることを形に表している。フレッド・ウェアリング・ドライブは6車線の幹線道路で、新たなショッピングセンターや商業施設の建設が促されている。

## 文化
市は1990年代前半から世界的に大きな影響を与えた音楽のジャンルである、パームデザート・シーン発祥の地である。パームデザートのバンドの多くは、ストーナーロックとして知られるハードロック・ヘヴィメタルのサブジャンルを立ち上げた功績を認められている。クイーンズ・オブ・ザ・ストーン・エイジ、カイアス、イーグルス・オブ・デス・メタルなどは世界的に有名なバンドになった。
パームデザートの人口の半数以上は50歳以上である。2000年代には55歳以上の人口は倍増したが、近年は若い世代の人口が再び増加している傾向にある。
パームデザートでは伝統的に保守層が共和党を支持する傾向にあったが、近年は民主党を支持する住民が多くなっている。
住宅の所有者は、一年中住んでいる定住者と、別荘の所有者の両方が存在する。太平洋岸北西部やカリフォルニア州中部の都市部の者が、別荘の大半を所有している。別荘は海外からも人を呼び込み、特に1970年代からカナダ人の人口が増えた。ヨーロッパ、オーストラリア、東アジア人らが不動産を買い占めた。パームデザートは「place to be（行くべき場所）」として観光客に国際的にアピールし、世界中で数千人の退職者を呼び込んだ。
パームデザートはアフリカ系、ラテンアメリカ系、アジア系など多様な民族から成る自治体である。アラブ系、アルメリア系、キューバ系、フィリピン系、ドイツ系、アイルランド系、イタリア系、イラン系、ポーランド系、プエルトリコ系、スウェーデン系、南アメリカ系、ユーゴスラビア系などが存在する。市内にはカリフォルニアで最大級のユダヤ人のコミュニティもある。市で最も大きな民族のグループはメキシコ系である。

## リゾート・ゴルフクラブ
1952年に市で最初のゴルフコース、テニスクラブのシャドーマウンテンがオープンし、1954年にはマラケシュ・カントリークラブ、1961年にパームデザート・グリーンズ、1962年にパームデザート・カントリークラブと続いてオープンした。市から10マイル以内には合計30以上のゴルフコースが存在しており、パームデザートを「世界のゴルフの首都」として知らしめている。
デザート・ウィロー・ゴルフリゾートは公営のゴルフコースで、マウンテンビュー、ファイアクリフの2つのコースがある。ファイアクリフのコースは、2010年のゴルフマガジンの「Best Courses you can Play」で、カリフォルニアで13位にランクインした。
1970年代後半から1980年代後半にかけ、多数のゴルフクラブや、リゾートホテルが市の北側に出現した。例えば1987年には4つ星のJWマリオット・デザートスプリングス・ゴルフリゾート&スパ、2002年には4つ星のデザート・ウィロウ・ゴルフリゾートなどが開業した。市内には30以上のモーテルがあり、合計の部屋数は5,000室以上ある。宿泊業などのホスピタリティ産業は、地域の旅行産業において大部分を占めている。

## 政治
カリフォルニア州議会上院では第28選挙区に属し、共和党のジェフ・ストーンが選出されている。下院では第42選挙区に属し、共和党のチャド・メイズが選出されている。連邦議会下院ではカリフォルニア第36選挙区に属しており、民主党のラウル・ルイスが選出されている。

### 警察・消防
市内にはリバーサイド郡保安官事務局の事務所がある。パームデザートのほかに、ランチョミラージュ市、インディアンウェルズ市も管轄している。
パームデザートはリバーサイド郡消防局、カリフォルニア森林防火局と契約し、消防・救急業務の提供を受けている。現在市には第33消防署（タウンセンター）、第67消防署（メサビュー）、第71消防署（ノース・パームデザート）の3つの消防署がある。どの消防署にも、消防車と救急救命士が配備されている。第33消防署にははしご車も配備されている。

## 教育
市内にあるリビングデザート動植物園は、豊富な動物・植物のコレクションがあるほか、最先端の動物病院でもある。
パームデザートにはコミュニティカレッジ（短期大学）であるカレッジ・オブ・ザ・デザートのメインキャンパスがある。1961年に開設されたキャンパスは大きく拡張され、65ヘクタールの広大な面積を有する。建物の1つは、カウィーア族インディアンの寄付により建設された。
2,200人の生徒を抱えるパームデザート高校はデザート・サンズ統一教育学区の一部である。パームデザート中学校は1,100人の生徒を抱えるチャータースクールである。小学校は、ジョージ・ワシントン・チャータースクール、エイブラハム・リンカーン小学校、ジミー・カーター小学校、ロナルド・レーガン小学校の4校がある。市の最も北の一部は、パームスプリングス統一教育学区に属しており、生徒はランチョミラージュ高校、カセドラルシティ高校、ネリー・コフマン中学校へ通うことができる。市の東部ではラクインタ高校、コロネル・ミッチェル・ペイジ中学校へ通っている生徒もいる。
リバーサイド郡教育局は第1学年から12学年を対象としたサン・カヤテノ・コミュニティスクールを運営している。パームデザートとその隣接地域には私立学校が8校ある。

## インフラ

### 電気
市の電力はサザンカリフォルニア・エジソンによって賄われている。

### 交通
最も近くにある空港はパームスプリングス国際空港である。サンライン・トランジット社はコーアチェラ・バレーでバス事業を手掛けている。カリフォルニア州道111号線、州間高速道路10号線、カリフォルニア州道74号線などの高速道路が市内を通っている。

## 公園
市内には公園が14か所ある。
- カウィーアヒルズ・パーク
- Cap Homme/ Ralph Adams Park
- シビックセンター・パーク
- コミュニティ・ガーデンズ
- フリーダム・パーク
- ホブリー・サッカー・パーク
- アイアンウッド・パーク
- ジョー・マン・パーク
- マグネシアフォールズ・シティパーク
- パームデザート・ドッグパーク
- パルマビレッジ・パーク
- ユニバーシティ・ドッグパーク
- ユニバーシティ・パーク・イースト
- ワシントン・チャータースクール・パーク

市の南には、サンタローザ&サンジャシント・マウンテンズ・ナショナル・モニュメントが、北にはコーアチェラ・バレー・フサアシトカゲ保護区がある。

## 姉妹都市
パームデザートは以下の都市と姉妹都市提携をしている。
- ウロンゴン（オーストラリア）
- オソユース（カナダ）
- ハイファ（イスラエル）
- ラパス, （メキシコ  バハ・カリフォルニア・スル州）
- ギズボーン（ニュージーランド）
- ポートモレスビー（パプアニューギニア）
- ポート・エリザベス（南アフリカ）
- シワタネホ（メキシコ）